# Григорий III Лахам
Григорий III (в миру Лутфи Лахам; 15 декабря 1933, Дамаск, Сирия) — сирийский мелькитский греко-католический епископ. Патриарший викарий Иерусалима греко-мелькитский с 1978 по 1991. Титулярный архиепископ Тарсуса греко-мелькитского с 9 сентября 1981 по 29 ноября 2000. Патриарший экзарх Иерусалима греко-мелькитский с 1991 по 1996. Патриарх Мелькитской греко-католической церкви с 29 ноября 2000 по 6 мая 2017. 

## Биография

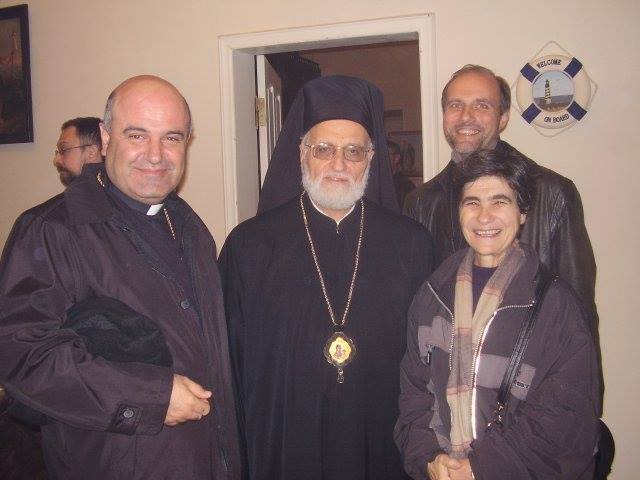
Патриарх Георгий III Лахам в Санкт-Петербурге в 2005 г.

Родился 15 декабря 1933 года в Дамаске. В 1943 году поступил в семинарию Ордена базилиан-мелькитов Святого Спасителя(B.S.) в городе Сайда (Ливан). Пятью годами позже принёс временные обеты, в 1954 году — вечные монашеские обеты в этом ордене. Дальнейшее образование будущий патриарх получал в Риме. В 1959 году в базилианском аббатстве Гроттаферрата он был рукоположён в священники, а затем получил докторскую степень по восточной теологии в Папском Восточном Институте.
В 1961—1964 году возглавлял семинарию Святого Спасителя. В 1974 году был назначен викарием иерусалимского патриаршего викариата.
27 ноября 1981 года был хиротонисан во епископы, после чего, продолжая возглавлять викариат Иерусалима, в то же время стал титулярным архиепископом Тарса. Был назначен Патриархом Максимом V президентом Патриаршей литургической комиссии. Принимал участие в издании новых редакций чина мелькитской Божественной литургии и молитвенных сборников. В качестве секретаря экуменической комиссии Мелькитской церкви принимал участие в диалоге с православными Антиохийского патриархата.
В 2000 году Патриарх Максим V в возрасте 92 лет подал в отставку в связи с преклонным возрастом и плохим состоянием здоровья. Епископский синод Мелькитской церкви 5 декабря 2000 года избрал новым Патриархом Мелькитской католической церкви Лутфи Лахама. Новоизбранный Патриарх взял себе имя Григорий III, в честь Григория II, который также был членом монашеского ордена базилиан-сальваторианцев. С 2000 года Патриарх Григорий III является Президентом Ассамблеи Католических ординариев Сирии, Великим магистром Патриаршего Ордена Святого Креста Иерусалимского и Покровителем Военного и Госпитального Ордена Святого Лазаря Иерусалимского.
Официальный титул — Его Блаженство — Патриарх Антиохии, Александрии и Иерусалима.
6 мая 2017 года Папой Римским Франциском была принята отставка патриарха Григория III и назначен апостольский администратор Патриаршего престола Жан-Клеман Жанбар, архиепископ Алеппо, старейший по хиротонии член Постоянного Синода епископов Мелькитской церкви.